# نيك غراناتو
نيك غراناتو (بالإنجليزية: Nick Granato)‏ هو مغني أمريكي، ولد في 18 يوليو 1963.